# Він помер із фалафелем у руці (книга)
Він помер із фалафелем у руці — псевдоавтобіографічна повість австралійського автора Джона Бірмінгема, вперше опублікована в 1994 році The Yellow Press (ISBN 1-875989-21-8). Повість розповідає про пригоди головного героя, що у книзі залишається неназваним, під час пошуку доступного житла, та про досвід сумісної оренди.

## Сюжет
Повість складається із десяти розділів. Кожен описує кілька історій співжиття головного героя у оселях Брисбена та інших міст Австралії із різними сумнівними сусідами. Герой багато переїжджає, тож кількість сусідів подекуди сягає катастрофічних масштабів. Зрештою, історії, у які герой постійно влипає через співмешканців, просто не залишають часу на письменницьку діяльність.

## Адаптації та екранізації
Книга згодом була адаптована до театральної сцени і стала найдовшою п'єсою в історії Австралії. Бірмінгем також написав продовження книги, "Фіаско тасманійських краль", що було опубліковане у 1997 році.
У 2001 році вийшла екранізація "Він помер з фалафелем у руці" знята Річардом Ловенштейном.

## Переклад українською
Українською книгу переклав Гєник Бєляков для видавництва Bookraine Publishing House [Архівовано 21 червня 2021 у Wayback Machine.]. Книга вийшла друком навесні 2021 року.